# Goiânia
Goiânia este un oraș în Goiás (GO), Brazilia.

## Personalități născute aici
- Baltazar Maria de Morais Júnior (n. 1959), fotbalist;
- Fernando Lúcio da Costa (cunoscut ca Fernandão, 1978 - 2014), fotbalist;
- Thyago Alves (n. 1984), fotomodel, actor;
- Murilo Huff (n. 1995), cântăreț, compozitor;
- Arthur Melo (n. 1996), fotbalist;
- Roger Junio Rodrigues Ferreira (n. 1996), fotbalist.